# Chalcionellus krikkeni
Chalcionellus krikkeni är en skalbaggsart som beskrevs av Kanaar 1983. Chalcionellus krikkeni ingår i släktet Chalcionellus och familjen stumpbaggar. Inga underarter finns listade i Catalogue of Life.